# Paralimnophila barockee
Paralimnophila barockee là một loài ruồi trong họ Limoniidae. Chúng phân bố ở miền Australasia.